# Rituale Satanum
Rituale Satanum è il primo album in studio del gruppo black metal finlandese Behexen, pubblicato nel 2000.

## Tracce
1. Intro - The Summoning (Performed by Nazgul Von Armageddon) – 1:05
2. Sota Valon Jumalaa Vastaan – 3:33
3. Night of the Blasphemy – 4:46
4. Christ Forever Die – 5:31
5. Towards the Father – 3:55
6. Saatanan Varjon Synkkyydessä – 5:55
7. Baphomet's Call... – 5:42
8. The Flames of the Blasphemer – 5:44
9. Blessed Be the Darkness – 4:21
10. Rituale Satanum – 4:02

## Formazione
- Hoath Torog - voce
- Gargantum - chitarre
- Lunatic - basso
- Horns - batteria